# Szkocja na Igrzyskach Imperium Brytyjskiego 1930
Szkocja wystartowała na Igrzyskach Imperium Brytyjskiego w 1930 roku w kanadyjskiej miejscowości Hamilton jako jedna z 11 reprezentacji. Była to pierwsza edycja tej imprezy sportowej. Reprezentacja Szkocji zajęła szóste miejsce w  klasyfikacji medalowej igrzysk, zdobywając 2 złote, 3 srebrne i 5 brązowych medali.

## Medale
| Dyscyplina    | Złoto | Srebro | Brąz | Razem |
| ------------- | ----- | ------ | ---- | ----- |
| Boks          | 1     | 1      | 1    | 3     |
| Lekkoatletyka | 1     | -      | -    | 1     |
| pływanie      | -     | 2      | 3    | 5     |
| Bowls         | -     | -      | 1    | 1     |
| Razem         | 2     | 3      | 5    | 10    |

### Medaliści
Boks
- James Rolland - waga lekka mężczyzn
- Tommy Holt - waga kogucia mężczyzn
- Alex Lyons - waga piórkowa mężczyzn

 Bowls
- David Fraser, John Orr, Tom Chambers, William Campbell - czwórki mężczyzn

 Lekkoatletyka
- Dunky Wright - bieg maratoński mężczyzn

 Pływanie
- Ellen King - 100 jardów stylem dowolnym kobiet
- Willie Francis - 100 jardów stylem grzbietowym mężczyzn
- Sarah Stewart - 400 jardów stylem dowolnym kobiet
- Ellen King - 200 jardów stylem klasycznym
- Cissie Stewart, Ellen King, Jean McDowall, Jessie McVey - sztafeta 4 x 100 jardów stylem dowolnym kobiet